# Большой кубинский незофонт
Большой кубинский незофонт (лат. Nesophontes major) — вымершее млекопитающее из рода незофонты отряда насекомоядных.
Обитал на Кубе, где был описан Оскаром Арредондо в 1970 году по костным останкам, обнаруженным в 1961 году в пещере Cueva de la Santa в районе пляжа Бакуранао недалеко от Гаваны.
Причины исчезновения неясны, но останки особей найдены вместе с останками крыс и потому оно, возможно, связано с их интродукцией.